# Wijken en buurten in Schoonhoven
De Nederlandse gemeente Schoonhoven is voor statistische doeleinden onderverdeeld in wijken en buurten. De gemeente is verdeeld in de volgende statistische wijken:
- Wijk 00 (CBS-wijkcode:060800)

Een statistische wijk kan bestaan uit meerdere buurten. Onderstaande tabel geeft de buurtindeling met kentallen volgens het Centraal Bureau voor de Statistiek (2008):
| CBS-buurtcode | Buurtnaam                   | Inwonertal | Opp. totaal (ha) | Opp. land (ha) | Ligging                |
| ------------- | --------------------------- | ---------- | ---------------- | -------------- | ---------------------- |
| BU06080000    | Schoonhoven-Oude Stad       | 3520       | 95               | 79             | Locatie in de gemeente |
| BU06080001    | Schoonhoven-Noord           | 2060       | 39               | 38             | Locatie in de gemeente |
| BU06080002    | Schoonhoven-West            | 4380       | 57               | 57             | Locatie in de gemeente |
| BU06080003    | Zevender (gedeeltelijk)     | 50         | 119              | 115            | Locatie in de gemeente |
| BU06080004    | Willige-Langerak            | 1870       | 130              | 107            | Locatie in de gemeente |
| BU06080005    | Vlist, Bovenberg en Lekdijk | 250        | 255              | 235            | Locatie in de gemeente |